# Pan troglodytes schweinfurthii
Pan troglodytes schweinfurthii és una subespècie del ximpanzé comú. Es troben a la República Centreafricana, el Sudan, la República Democràtica del Congo, Uganda, Rwanda, Burundi, Tanzània i Zàmbia. Es caracteritzen per tenir un pèl més llarg que les altres races de ximpanzé.